# Virtua Tennis 2009
Virtua Tennis 2009 (Power Smash: Live Match! in Japan) is een tennis-videospel ontwikkeld door Sega voor de PlayStation 3, Xbox 360 en PC, uitgebracht in 2009. Het spel voor de Wii ondersteunt Wii MotionPlus. Het spel volgt Virtual Tennis 3 op. Er kan onder andere met Roger Federer, Rafael Nadal, Venus Williams en Maria Sjarapova gespeeld worden. Ook kan je je eigen speler maken, bij de World Tour.

## Spelers
In het spel kan de speler kiezen uit de volgende spelers:
Mannen
- SUI Roger Federer
- ESP Rafael Nadal
- USA Andy Roddick
- GBR Andy Murray
- SRB Novak Đoković
- USA James Blake
- ESP Juan Carlos Ferrero
- ESP David Ferrer
- GER Tommy Haas
- CRO Mario Ančić
- ARG David Nalbandian

Vrouwen
- SRB Ana Ivanović
- RUS Maria Sjarapova
- SLO Daniela Hantuchová
- USA Lindsay Davenport
- USA Venus Williams
- FRA Amélie Mauresmo
- RUS Anna Tsjakvetadze
- CZE Nicole Vaidišová
- RUS Svetlana Koeznetsova

Legends
- GBR Tim Henman
- GER Boris Becker
- SWE Stefan Edberg

Bazen
- King
- Duke